# 베냉의 HIV/AIDS
2003년 유엔 에이즈 합동 계획(UNAIDS)이 조사한 베냉의 HIV/AIDS 감염자는 성인과 아동을 통틀어 38,000명에서 최대 12만명으로 추산되며, 감염자의 남성/여성 성비는 거의 1:1로 비슷하다. 2020년 기준으로는 65,000명에서 94,000명 사이로 추정된다. 베냉 국립 에이즈 통제 프로그램에 따른 연구에서는 HIV/AIDS 감염자수를 71,950명으로 추산했고, 2003년에는 에이즈로 6,140명이 사망했다. 2020년 한 해 에이즈 사망자는 약 2천명으로 베냉에서 에이즈로 인한 사망자는 감소 중이라고 평가받는다.

## 현황
베냉에서는 산전 HIV 감시 체계가 실행돠고 있다. 2002년 36개 산전 의학과 병원에서 HIV의 평균유병률은 1.9%이고, 2002년 다른 연구에서는 베냉에서 가장 인구가 많은 도시인 코토누에서 성인의 HIV 평균유병률은 약 2.3%이다.
베냉에서 HIV는 주로 이성간 성교과 모태의 수직전염(MTCT)으로 전파된다. 베냉의 HIV 감염률은 사하라 이남 아프리카 국가들 중 상대적으로 낮은 편에 속하지만, 젊은 성인이나 취약계층에서 바이러스가 지속적으로 전염되고 있다. 2002년 연구에서는 4개 도시의 성 노동자에서 HIV 감염률은 44.7%이고, 2002년 다른 연구에서는 코토누에 사는 성 노동자의 HIV 감염률은 매우 높긴 하지만 1996년 60%에서 1999년 50%, 2002년 39%으로 꾸준히 감소하고 있다고 보고되었다.
2003년 말 기준 14세 이하 어린이 5,700명이 HIV/AIDS 양성이며, 감염된 어린이 중 절대다수는 모계 수직감염으로 전파받았다. 2003년 말까지 17세 미만 청소년 34,000명이 부모 둘 중 한 명 또는 둘 모두 에이즈 감염으로 사망하여 에이즈 고아가 되었으며, 에이즈 고아 중 약 천여 명만 식량 원조, 건강 관리, 아동 보호 서비스, 심리사회적 지원을 받고 있는 상태이다.
베냉 국민들에게는 HIV에 대한 지식과 전염 및 예방 방법이 널리 알려져 있지만, 공동체 사이에서 예방을 위한 실제적 행동 변화로 이어지지는 않는 상황이다. HIV 발병률이 증가하는 원인은 보통 빈곤, 인구이동, 안전하지 않은 성행위, HIV 위험에 대한 잘못된 인식, 80% 이상이 문맹인 여성의 낮은 지위 등이 꼽히고 있다.

## 국내의 반응
베냉은 극빈곤 국가로 인구의 1/3 이상이 절대빈곤층으로 살고 있다. 특히 여성을 비롯한 문맹인 성인과 5세 미만의 아동사망률이 매우 높다.지속적인 인구증가는 베냉이 지속 가능한 사회 및 경제발전을 달성하는 데 어렵게 만들고 있다.
베냉의 대통령 및 기타 주요 정치인들은 HIV/AIDS와의 전쟁을 말하고 있다. HIV/AIDS 관련 예산은 연방 예산 및 부채 탕감 기금에서 끌어오며 2003년 기준 약 320만 달러에 달한다.

## 같이 보기
- 아프리카의 HIV/AIDS